# Tadhg Caoch mac Uilliam Ruaidh
Tadhg Caoch mac Uilliam Ruaidh Ó Cellaigh (mort en 1486) est le 20e co-roi d'Uí Maine 
issu de la lignée des Ó Ceallaigh (anglicisé en  O' Kellys)  il règne de  1467/1469 à son abdication en 1476.

## Contexte
Tadhg Caoch est le fils de Uilliam Ruadh (†  1420), táiniste d'Ui Maine  ; lui même fils cadet de
Maolsheachlainn mac Uilliam Buidhe Ó Cellaigh.  Après la mort d' Aodh na gCailleach mac Uilliam Ruaidh en 1469 les Uí Maine élisent deux co-rois qui régnent respectivement en Iar Uí Maine,c'est-à-dire l'ouest et Airthir Uí Maine, c'est-à-dire l'est: son frère Tadhg Caoch Ó Cellaigh qui lui disputait le trône depuis 1467, en Airthir, et William le fils d'Aodh mac Briain dans l'ouest Après l'abdication de Tadhg Caoch en 1476, Uilliam devient seul roi d'Ui Maine mais il investit son frère Donnchadh († 1484), comme tánaiste en Airthir. Il meurt sous l'habit du tiers ordre sans postérité en 1486

## Sources
- (en) T.W Moody, F.X. Martin et F.J. Byrne, A New History of Ireland IX Maps, Genealogies, Lists. A companion to Irish History part II, Oxford, Oxford University Press, 2011, 690 p. (ISBN 978-0-19-959306-4).